# La mariée était en noir
La mariée était en noir (De bruid gaat in 't zwart) is een film van François Truffaut uit 1968 naar de roman The Bride Wore Black van Cornell Woolrich.

## Intrige
Julie Kohler (Jeanne Moreau) draagt rouwkledij en is suïcidaal. Op haar huwelijksdag is haar kersverse echtgenoot neergeschoten vanuit een raam. De jonge weduwe is erin geslaagd de vijf mannen op te sporen die daarbij betrokken waren. Ze besluit hen een voor een te vermoorden. Bij de eerste drie lukt dat probleemloos. De vierde, een autoverkoper, wordt echter voor haar ogen gearresteerd wegens oplichterij en naar de gevangenis gebracht. De vijfde, Fergus, is een kunstenaar die een portret van haar schildert. Na de moord op Fergus laat ze zich arresteren op zijn begrafenis, en ze bekent de vier moorden. In de gevangenis krijgt ze een keukenjob, en vindt ze de gelegenheid om haar vijfde slachtoffer te vermoorden.

## Rolverdeling
| Acteur               | Personage         |
| -------------------- | ----------------- |
| Jeanne Moreau        | Julie Kohler      |
| Michel Bouquet       | Robert Coral      |
| Jean-Claude Brialy   | Corey             |
| Charles Denner       | Fergus            |
| Claude Rich          | Bliss             |
| Michael Lonsdale     | Clément Morane    |
| Daniel Boulanger     | Delvaux           |
| Alexandra Stewart    | Mlle Becker       |
| Sylvine Delannoy     | Mme Morane        |
| Christophe Bruno     | "Cookie" Morane   |
| Luce Fabiole         | moeder van Julie  |
| Michèle Montfort     | model             |
| Jacqueline Rouillard |                   |
| Paul Pavel           | mecanicien        |
| Gilles Quéant        | onderzoeksrechter |
| Serge Rousseau       | David             |
| Van Doude            | inspecteur        |

## Achtergrond
De film is een hommage aan Alfred Hitchcock. De muziek werd geschreven door Bernard Herrmann, bekend van zijn samenwerking met Hitchcock.
Het verhaal vertoont gelijkenissen met Kill Bill. Quentin Tarantino
beweerde echter dat hij de film nooit gezien heeft.